# Mestečko
Mestečko (ungarisch Lednickisfalu – bis 1907 Mesztecskó) ist eine Gemeinde im Nordwesten der Slowakei, mit 488 Einwohnern (Stand 31. Dezember 2024), die zum Okres Púchov, einem Teil des Trenčiansky kraj, gehört.

## Geographie
Die Gemeinde befindet sich im Tal des Flüsschens Biela voda zwischen den Weißen Karpaten und dem Javorníky-Gebirge, nahe der Grenze zu Tschechien. Das Ortszentrum liegt auf einer Höhe von 321 m n.m. und ist achteinhalb Kilometer von Púchov entfernt.
Nachbargemeinden sind Vydrná im Norden, Dohňany (Ortsteile Zbora und Dohňany) im Osten und Süden, Zubák im Südwesten und Záriečie im Westen und Nordwesten.

## Geschichte
Mestečko wurde zum ersten Mal 1471 als Myeztechko schriftlich erwähnt und gehörte zum Herrschaftsgebiet der Burg Lednica. 1598 stand eine Mühle und 21 Häuser in Mestečko, 1784 hatte die Ortschaft 54 Häuser, 63 Familien und 363 Einwohner, 1828 zählte man 52 Häuser und 370 Einwohner, die als Landwirte und Viehhalter beschäftigt waren. Im 19. Jahrhundert arbeitete eine Brennerei im Ort.
Bis 1918 gehörte der im Komitat Trentschin liegende Ort zum Königreich Ungarn und kam danach zur Tschechoslowakei beziehungsweise heutigen Slowakei. In der ersten tschechoslowakischen Republik arbeitete ein Teil der Einwohner als Saisonarbeiter in der Südslowakei, während andere als Korbmacher, Viehhalter, Weber und Hersteller von Hausschuhen tätig waren.

## Bevölkerung
| Jahr                | 1994 | 2004    | 2014    | 2024    |
| ------------------- | ---- | ------- | ------- | ------- |
| Anzahl der Personen | 520  | 506     | 527     | 488     |
| Unterschied         |      | −2,69 % | +4,15 % | −7,40 % |

| Jahr                | 2023 | 2024    |
| ------------------- | ---- | ------- |
| Anzahl der Personen | 494  | 488     |
| Unterschied         |      | −1,21 % |

Nach der Volkszählung 2011 wohnten in Mestečko 522 Einwohner, davon 512 Slowaken. Zehn Einwohner machten keine Angabe zur Ethnie.
355 Einwohner bekannten sich zur Evangelischen Kirche A. B., 138 Einwohner zur römisch-katholischen Kirche, vier Einwohner zu den Siebenten-Tags-Adventisten sowie jeweils zwei Einwohner zu den Baptisten und zur evangelisch-methodistischen Kirche. Sechs Einwohner waren konfessionslos und bei 15 Einwohnern wurde die Konfession nicht ermittelt.

## Verkehr
Mestečko liegt an der Straße 1. Ordnung zwischen Púchov und tschechischer Grenze bei Lysá pod Makytou sowie an der Bahnstrecke Púchov–Horní Lideč, mit nächstem Bahnanschluss im Nachbarort Záriečie.